# 사반왕
사반왕(沙伴王, ? ~ 234년, 재위: 234년 ~ 234년)은 백제의 제7대 국왕이다. 사이비왕(沙伊沸王) 또는 사이왕(沙伊王)으로도 부른다. 구수왕의 장남이다.
재위 기간에 왕족 종실인 부여고이가 섭정하였고, 재위한 지 1년 만에 살해당했다. 《삼국유사》와 달리 《삼국사기》에서는 왕으로 인정되지 않았다. 그가 죽고 70년만에 즉위한 비류왕과의 관계에 대해서는 이견이 있다.

## 생애
구수왕이 234년에 사망하자, 장남인 사반왕이 제7대 임금이 되었다. 그러나 5대 초고왕의 동생 또는 동생의 후손이라는 설이 있는 고이왕에게 나이가 어리다는 이유로 폐위되었다. 삼국유사에는 사이비왕(沙伊沸王) 또는 사이왕(沙伊王)으로 나온다. 그 후의 행적에 대한 기록은 남아 있지 않다. 학계에서는 왕으로 즉위하고 얼마 안되어 고이왕에게 왕위를 빼앗긴 것으로 보아, 폐위 직후 살해당했을 것으로 추정된다.
사반왕이 폐위되고 고이왕이 즉위할 때 왕실 방계(傍系)의 강제력이 작용했고, 고이왕을 지지한 전라도의 진씨(眞氏) 세력이 사반왕을 지지한 충청도의 해씨(解氏) 세력을 몰락시킨 것으로 학계에서는 평가한다.

### 비류왕과의 관계 논란
삼국사기에 의하면 사반왕은 구수왕의 아들이자 비류왕의 형이다. 비류왕과 사반왕 사이에는 70년 이상의 연대 차이가 나므로 형제 여부에 관하여 이견이 있다. 《삼국사기》에서 비류왕의 아버지로 지목하는 구수왕과 형으로 지목한 사반왕이 물러난 뒤 70년만에 즉위하여 40년을 통치했다고 한다.

## 가계
- 부왕 : 구수
  - 동생 또는 후손 : 비류
    - 조카 또는 후손 : 근초고

## 외부 추가 정보
- 사반왕과 신무천황 보관됨 2018-01-05 - 웨이백 머신

## 같이 보기
- 조분 이사금 (230년 - 247년)
- 동천왕 (227년 - 248년)
- 거등왕 (199년~253년)
- 진구황후 (200년~270년)

| 전 대 구수왕 | 제7대 백제 어라하 234년 | 후 대 고이왕 |